# Hantise (film, 1999)
Pour les articles homonymes, voir Hantise (homonymie).
Pour plus de détails, voir Fiche technique et Distribution.
Hantise (The Haunting) est un film d'épouvante américain réalisé par Jan de Bont, sorti en 1999. Il s'agit d'une adaptation du roman Maison hantée de Shirley Jackson, déjà adapté en 1963 sous le titre La Maison du diable de 1963.

## Synopsis
Eleanor « Nell » Vance, une insomniaque, s'occupe de sa mère invalide depuis 11 ans, partageant un appartement à Boston avec elle. Après la mort de sa mère, la sœur de Nell, Jane et son mari Lou, héritent de la résidence. Ils expulsent Nell pour préparer la vente. Alors qu'elle fait face à l'itinérance, Nell accepte une invitation à participer à une étude sur l'insomnie dirigée par le Dr David Marrow à Hill House, un manoir isolé dans les Berkshires de l'ouest du Massachusetts. Arrivée sur place, elle fait la connaissance de Mr et Mme Dudley, le couple de gardiens excentriques. Deux autres participants arrivent, Luke Sanderson et la séduisante Theodora « Theo », ainsi que le Dr Marrow et ses deux assistants de recherche. Inconnu des participants, le véritable objectif du Dr Marrow est d'étudier la réponse psychologique à la peur, dans l'intention d'exposer ses sujets à une terreur croissante. Chaque nuit, les gardiens enchaînent la porte à l'extérieur de Hill House, empêchant quiconque d'entrer ou de sortir jusqu'au matin.
Au cours de leur première nuit, le Dr Marrow raconte l'histoire de Hill House : son propriétaire d'origine, Hugh Crain, un magnat du textile du XIXe siècle, a construit la maison pour sa femme Renée, dans l'espoir de la peupler avec une grande famille. Malheureusement, tous les enfants de Crain étaient mort-nés, et Renée, dévastée par les multiples pertes, s'est suicidée avant l'achèvement de la maison. Après cette tragédie, Crain est devenu un reclus. Lorsque l'assistante de Marrow déclare qu'elle pense qu'il y a plus dans l'histoire, elle est grièvement blessée dans un accident anormal et les deux assistants de recherche partent pour l'hôpital. Alors que les quatre personnes restent dans la maison, des événements surnaturels commencent à se produire. Une force mystérieuse essaie d'ouvrir la porte de la chambre de Theo et Nell, il y a des bruits de claquement contre les murs, et la température baisse dans les chambres et les couloirs. Nell commence à voir des fantômes d'enfants dans des rideaux et des draps et un grand portrait de Hugh Crain se transforme en un visage squelettique, vandalisé avec les mots « Bienvenue à la maison Eleanor » écrits dans le sang. Au cours d'une violente dispute, Theo et Luke nient toute implication dans ces événements. Ils accusent Nell, affirmant qu'elle cherche à attirer l'attention, ce qu'elle nie.
Nell devient déterminée à prouver que la maison est hantée. Elle trouve le bureau caché de Crain et apprend qu'il a utilisé beaucoup de travail des enfants dans ses filatures de coton. Il a pris plusieurs orphelins dans sa maison, les a torturés et tués, puis a brûlé leurs corps dans la cheminée. Nell suppose que les esprits de ces enfants sont piégés dans la maison, offrant à Crain une « famille éternelle ». Nell apprend également que Crain avait une seconde épouse nommée Carolyn, dont elle est la descendante. Le Dr Marrow est sceptique quant aux affirmations de Nell et révèle bientôt sa véritable étude de la peur psychologique au groupe. Après qu'une statue ait tenté de le noyer dans un bassin d'eau dans une serre, Marrow se rend compte que Hill House est hantée et constitue un danger pour tout le monde. Après plusieurs autres événements terrifiants, Nell insiste sur le fait qu'elle ne peut pas laisser les fantômes souffrir pour l'éternité entre les mains de Crain. Theo propose de laisser Nell emménager avec elle, mais celle-ci révèle qu'elle est liée à Carolyn Crain et prétend qu'elle doit aider les enfants à « passer » dans l'au-delà.
Le Dr Marrow exige que tout le monde quitte Hill House, mais le fantôme de Hugh Crain scelle la maison et les emprisonne à l'intérieur. Luke défigure un portrait de Crain, enrageant son esprit pour le traîner jusqu'à la cheminée où il est décapité par un grand conduit de cheminée. Lorsque Crain lui-même se manifeste sous une forme spectrale massive, le Dr Marrow et Theo fuient la maison pendant que Nell distrait Crain. Réalisant qu'il a prospéré grâce à la peur qu'il a créée chez les enfants, Nell déclare qu'elle n'a pas peur de Crain. Elle l'attire vers une grande porte en bronze où est sculptée une scène semblable au Purgatoire. Les créatures qui y sont représentées s'animent, se détachent de la porte, capturent l'esprit de Crain et l'incorporent dans la porte. Nell est prise en étau et s'écroule au sol, tandis que Crain essaie une dernière fois de s'échapper avant de finir figé sur la porte pour l'éternité. Nell rend son dernier souffle et son esprit s'élève au ciel, entourée des esprits des enfants enfin libérés du Purgatoire, sous les yeux incrédules de Theo et du docteur Marrow.
Les Dudley s'approchent à l'aube et demandent à Marrow s'il a trouvé ce qu'il cherchait alors que lui et Theo sont enfin libérés de Hill House, bouleversés.

## Fiche technique
Sauf indication contraire, les informations mentionnées dans cette section peuvent être confirmées par les bases de données cinématographiques IMDb et Allociné,  présentes dans la section « Liens externes ».
- Titre original : The Haunting
- Titre française : Hantise
- Réalisation : Jan de Bont
- Scénario : David Self, d'après le roman The Haunting of Hill House de Shirley Jackson
- Musique : Jerry Goldsmith
- Direction artistique : Martin Laing, Jonathan Lee, Troy Sizemore et Tomas Voth
- Décors : Eugenio Zanetti
- Costumes : Ellen Mirojnick
- Photographie : Karl Walter Lindenlaub
- Son : Frank E. Eulner, David John, David MacMillan, Gary Rydstrom, Gary Summers, Ethan Van der Ryn
- Montage : Michael Kahn
- Production : Susan Arnold, Donna Roth et Colin Wilson (en)
  - Production déléguée : Jan de Bont
  - Production associée : Marty P. Ewing
- Sociétés de production : Roth-Arnold Productions, présenté par Dreamworks Pictures
- Sociétés de distribution : DreamWorks Distribution (États-Unis) ; United International Pictures (France, Suisse romande)
- Budget : 80 millions de $[1],[2]
- Pays de production :  États-Unis
- Langue originale : anglais
- Format : couleur (Technicolor) — 35 mm — 2,39:1 (Panavision) — son Dolby Digital EX / SDDS / DTS-ES
- Genre : épouvante-horreur, fantastique, thriller
- Durée : 113 minutes
- Dates de sortie[3] :
  - États-Unis, Québec : 23 juillet 1999
  - France, Suisse romande : 27 octobre 1999[4],[5]
  - Belgique : 3 novembre 1999[6]
- Classification :
  - États-Unis : accord parental recommandé, film déconseillé aux moins de 13 ans (PG-13 - Parents Strongly Cautioned)[N 1]
  - France : tous publics[7]
  - Belgique : tous publics (Alle Leeftijden)[6]
  - Suisse romande : interdit aux moins de 16 ans[8]
  - Québec : 13 ans et plus (violence - horreur) (13+ / 13 years and over)[9]

## Distribution
- Lili Taylor (VF : Françoise Cadol) : Eleanor « Nell » Vance
- Liam Neeson (VF : Claude Giraud) : Dr David Marrow
- Catherine Zeta-Jones (VF : Pascale Vital) : Theodora « Theo »
- Owen Wilson (VF : Alexandre Gillet) : Luke Sanderson
- Bruce Dern (VF : Joseph Falcucci) : Mr Dudley
- Marian Seldes (VF : Denise Metmer) : Mme Dudley
- Alix Koromzay (VF : Sophie Arthuys) : Mary Lambetta
- Todd Field : Todd Hackett
- Virginia Madsen : Jane
- Michael Cavanaugh : Dr Malcolm Keogh
- Tom Irwin (VF : Marc Alfos) : Lou
- Charles Gunning : Hugh Crain
- Saul Priever : Ritchie
- M. C. Gainey : L'homme à la large carrure à la télé.
- Hadley Eure : Carolyn Crain

## Production

### Tournage
Des prises de vues du film ont été tournées dans le Harlaxton Manor situé à Harlaxton, dans le Lincolnshire, en Angleterre... et son extérieur.

## Bande originale
La musique du film a été composée et dirigée par Jerry Goldsmith et éditée sous le label Varese Sarabande.
Liste des titres de la bande originale :
- The Carrousel
- Terror in Bed
- A Place for Everything
- The Curtains
- Curly Hair
- The Picture Album
- Return to the Carrousel
- Finally Home
- Home Safe

## Accueil

### Accueil critique
- Lors de la cérémonie de The Stinkers Bad Movie Awards en 1999[10], le film a reçu le prix Stinker Award du pire remake et a été nommé pour les pires effets spéciaux. Le réalisateur Jan de Bont a été nommé pour le pire sens de l'orientation (arrêtez-les avant qu'ils ne dirigent à nouveau!), quant à David Self et Michael Tolkin, ils ont été nommés pour le pire scénario pour un film rapportant plus de 100 millions de $ avec Hollywood Math[11].
- De plus, lors de la 20e cérémonie des Razzie Awards en 2000[10], le film a été nommé pire film. Le réalisateur Jan de Bont a été nommé pire réalisateur, avec le pire scénario pour David Self. Concernant les actrices, Catherine Zeta-Jones a été nommé pire actrice mais aussi pire couple à l'écran en compagnie de Lili Taylor.

### Box office
Sans être un désastre, le film a connu un succès modéré en salles. Aux États-Unis, après une exploitation de près de 16 semaines, il rapporte 91 411 151 $ (USD). A l'international, il rapporte presque autant avec 85 900 000 $ (USD). Au total, près de 177 311 151 $ (USD) sont récoltés.

## Distinctions

### Récompenses

#### 1999
- Prix Bogey : Prix Bogey[N 2]

#### 2000
- BMI Film and TV Awards : Prix BMI de la meilleure musique de film pour Jerry Goldsmith
- Fangoria Chainsaw Awards : Prix Chainsaw Award du pire film

### Nominations

#### 2000
- Blockbuster Entertainment Awards :
  - Actrice préférée dans un film d'horreur pour Catherine Zeta-Jones
  - Acteur préféré dans un film d’horreur pour Liam Neeson
  - Second rôle féminin préférée dans un film d‘horreur pour Lili Taylor
  - Second rôle masculin préféré dans un film d‘horreur pour Owen Wilson
- Online Film and Television Association :
  - Meilleur mixage de son pour David John, David Macmillan et Gary Rydstrom
  - Meilleurs effets visuels pour Scott Farrar, Craig Hayes, David Rosenthal et Phil Tippett

## Éditions en vidéo
- En France, le film est sorti sous deux éditions en DVD, en VOD ainsi qu'une édition Blu-ray :

- Hantise (DVD-9 Keep Case) sorti le 6 décembre 2000 édité par Dreamworks France et distribué par Universal Pictures Vidéo France. Le ratio image est en 2.35:1 panoramique 16:9. L'audio est en Français, Anglais, Espagnol et Italien 5.1 Avec sous-titres Français, Portugais et Anglais pour sourds et malentendants. En supplément, un documentaire de 27 minutes sur les coulisses du tournage. Il s'agit d'une édition Zone 2 Pal.
- Hantise (DVD-9 Keep Case) sorti le 5 octobre 2006 toujours édité par Dreamworks France et distribué par Universal Pictures Vidéo France. Les caractéristiques techniques sont les mêmes ainsi que les suppléments. Un livret de 4 pages de notes de production est inclus dans le DVD. Il s'agit d'une édition Zone 2 Pal.
- Le film est sorti en VOD le 1er février 2016.
- Il est également sorti sur le support Blu-ray le 20 janvier 2021.

## Autour du film
- Le roman de Shirley Jackson avait déjà été adapté une première fois au cinéma en 1963 par Robert Wise sous le titre La Maison du diable (The Haunting).
- Steven Spielberg avait été au départ attaché au projet.
- Le chef opérateur Caleb Deschanel a quitté le tournage en raison de divergences artistiques avec le réalisateur et la production, il a été remplacé par Karl Walter Lindenlaub.
- C'est le fameux  Harlaxton Manor, en Angleterre, qui a servi aux tournages des scènes extérieures.
- Certaines scènes intérieures furent prises dans le château de Belvoir, qui se trouve également en Angleterre.